# Monikaviertel
Das Monikaviertel ist ein Stadtviertel im Südosten der oberbayerischen Stadt Ingolstadt. Es liegt am südlichen Ufer der Donau und wird im Westen von der Bahnstrecke München–Treuchtlingen, im Osten von der Autobahn A 9 sowie im Süden von der Manchinger Straße begrenzt. Das Viertel bildet den Unterbezirk 44 im Stadtbezirk IV Südost. Seine Fläche beträgt 156,8 Hektar, die Einwohnerzahl liegt bei 3937 (Stand: 31. Dezember 2017). Namengebend ist die ehemalige Kirche St. Monika.
Im Westen des Viertels, westlich der Ringstraße, befinden sich die Saturn-Arena sowie die Donautherme.